# KZ-Außenlager Salzgitter-Drütte

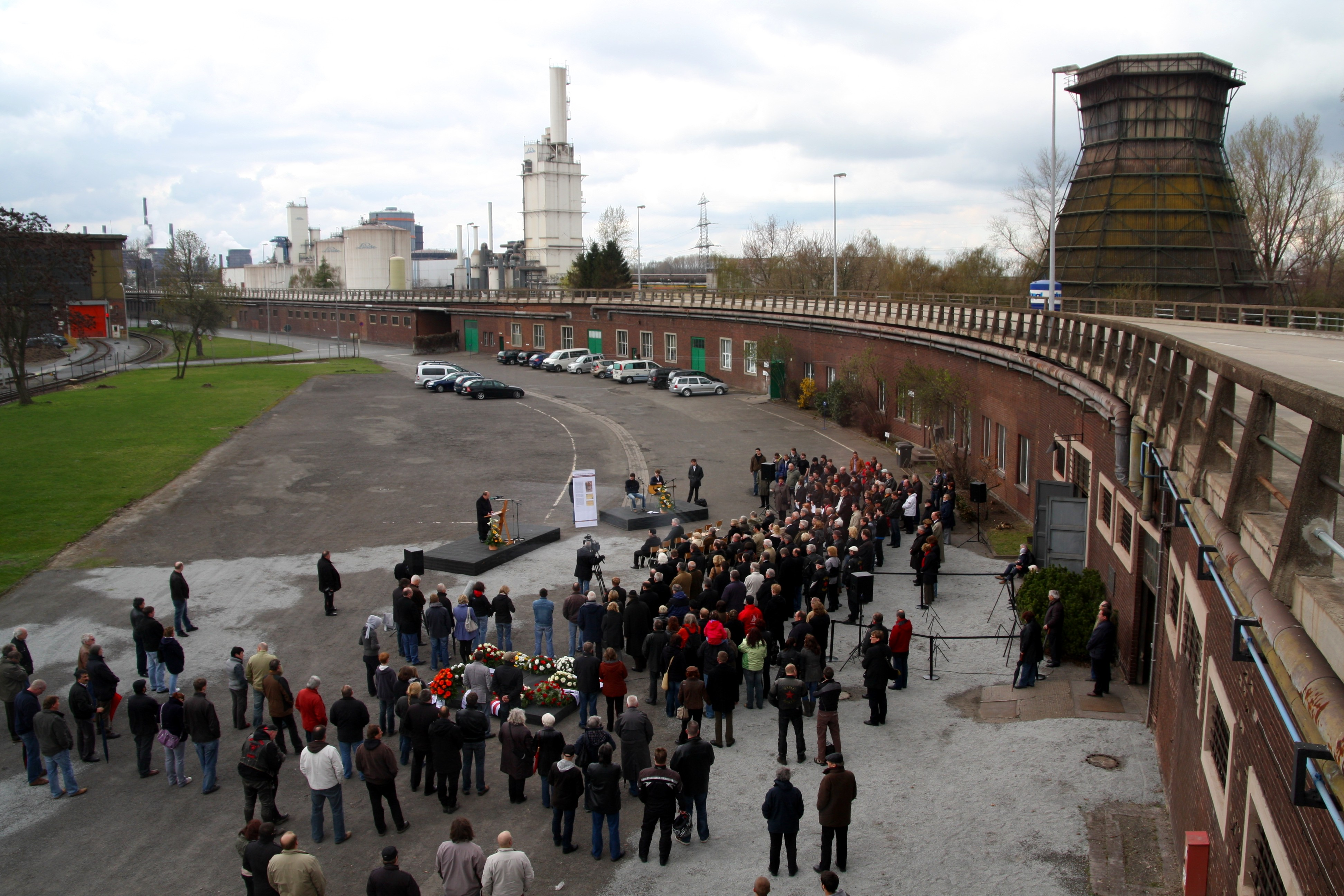
Gedenkveranstaltung beim ehemaligen KZ-Außenlager Salzgitter-Drütte im Jahr 2010

Das KZ-Außenlager Salzgitter-Drütte, umgangssprachlich auch KZ Drütte, war eines der vielen Außenlager des KZ Neuengamme. Es befand sich auf dem Werksgelände der Hermann-Göring-Werke in Drütte, einem Stadtteil Salzgitters.

## Lager und Häftlinge
250 KZ-Häftlinge errichteten das Außenlager am 13. Oktober 1942 in den Lagerräumen unter der Hochstraße. Weitere etwa 500 Männer waren beim Bau der Halle 10 beschäftigt. Die Zahl der KZ-Häftlinge stieg bis Mitte 1944 auf über 2.700 Männer an. Aufgrund höherer Produktionszahlen hatte das Außenlager im September 1944 etwa 3.150 KZ-Häftlinge. Drütte war damit zahlenmäßig das größte Außenlager des KZ Neuengamme. Die Häftlinge mussten Geschoss- und Granatenhülsen herstellen, geplant war ein monatliches Produktionsvolumen von 500.000 Metallhülsen. Eine große Häftlingsgruppe war in der sogenannten „Aktion 88“ eingesetzt. Sie produzierten die Granaten für die 8,8-cm-Flugabwehrkanonen und für die 8,8-cm-Panzerabwehrkanonen. Gespräche während der Arbeit wurden mit Stockhieben geahndet und der kleinste Fehler in der Produktion wurde mit Exekution bestraft. Die meisten waren politische Häftlinge und unter 20 Jahren alt. Sie mussten trotz ihrer Jugend Schwerstarbeit leisten und wurden in drei Schichten eingesetzt. Sie waren Hitze und giftigen Dämpfen ohne entsprechenden Schutz und Schutzbekleidung ausgesetzt. Etwa zehn Prozent der Häftlinge waren unter diesen Bedingungen krank und nicht einsetzbar. Von medizinischer Versorgung war kaum zu sprechen, das Krankenlager hatte 60 Betten und war stets überbelegt, zum Teil mussten sich zwei Häftlinge ein Krankenbett teilen. Erst 1943 gab es einen Arzt, und ab Mai 1942 bis zum Ende des Lagers lediglich einen Sanitäter, der von Beruf Schneider war. Häftlinge, die nicht mehr einsetzbar waren, wurden ins Stammlager nach Neuengamme zurückgebracht. Nachweislich starben 682 Häftlinge in diesem Konzentrationslager durch Krankheiten, Exekutionen und Unfälle und dieses wurde bewusst herbeigeführt.
Als am 7. April 1945 das Außenlager Drütte vor den anrückenden britischen Soldaten geräumt wurde, wurden die Häftlinge gemeinsam mit den Frauen aus dem KZ Salzgitter-Bad nach Celle transportiert. In Celle wurde der Zug, in dem sich etwa 4.000 Häftlinge befanden, am 8. April von amerikanischen Bombern angegriffen. Da die Häftlinge die Eisenbahnwagen nicht verlassen durften, kam bei diesem Angriff mehr als die Hälfte der Häftlinge ums Leben. Von den rund 1.300 Häftlinge, die vor den Bomben und in dem entstehenden Durcheinander dennoch flüchteten, wurden 1.100 wieder gefangen genommen und 200 flüchtige Häftlinge wurden während des sogenannten Massakers von Celle von SS und Polizei, der Wehrmacht, dem Volkssturm, der örtlichen Hitlerjugend und Celler Bürgern getötet. Über 500 marschfähige Häftlinge kamen am 10. April 1945 nach Gewaltmärschen im KZ Bergen-Belsen an. Die übrigen 600, von denen viele bei dem Bombenangriff verletzt worden waren und nicht marschieren konnten, wurden in Celle in den Baracken der Heidekaserne untergebracht. Dort befreiten sie britische Truppen am 12. April 1945.

## Lagerkommandanten
Der erste Lagerkommandant im KZ-Außenlager Salzgitter-Drütte war der SS-Hauptsturmführer Hermann Florstedt gemeinsam mit SS-Obersturmführer Anton Thumann, denen von Ende 1942 bis Mitte 1943 SS-Hauptsturmführer Heinrich Forster folgte. Anschließend war SS-Obersturmführer Arnold Strippel Lagerleiter und danach Herbert Rautenberg. Zuletzt leitete bis April 1945 SS-Obersturmführer Karl Wiedemann das Lager, dessen Stellvertreter SS-Obersturmführer Peter Wiehage war, der auch für das KZ Salzgitter-Watenstedt bei Leinde zuständig war.
Hermann Florstedt wurde wegen der Korruptionsaffäre der SS-Wachmannschaft Buchenwalds am 20. Oktober 1943 verhaftet und am 15. April 1945 von der SS hingerichtet.
Anton Thumann wurde nach dem Kriegsende verhaftet und am 18. März 1946 im Curiohaus beim Neuengamme-Hauptprozess wegen der Teilnahme an Verbrechen im KZ Neuengamme angeklagt. Am 3. Mai 1946 wurde Thumann zum Tod durch den Strang verurteilt und am 8. Oktober 1946 in Hameln hingerichtet.
Vom Lagerkommandanten Arnold Strippel ist bekannt, dass er nach Kriegsende untertauchte und Mitte Dezember 1948 von einem ehemaligen Buchenwald-Häftling, den er zum Baumhängen verurteilt hatte, in der Frankfurter Innenstadt erkannt und anschließend verhaftet wurde. Nach seiner Verurteilung zu einer mehrmaligen lebenslangen Zuchthausstrafe wurde in einem Wiederaufnahmeverfahren das Strafmaß rückwirkend erheblich ermäßigt. Nach der Haftentlassung am 21. April 1969 erhielt er im Jahre 1970 eine Haftentschädigung von 121.500 DM ausbezahlt. Diese Entschädigung schlug hohe Wellen und beschäftigte auch die Parlamentarier im Bundestag. Schließlich bekam jeder KZ-Häftling lediglich 5,- DM pro Tag Freiheitsentzug, doch es blieb dabei. Am 1. Mai 1994 starb Strippel in Frankfurt am Main.

## Gedenkstätte
Der Arbeitskreis Stadtgeschichte e. V. setzte sich seit 1985 gemeinsam mit der IG Metall und dem Betriebsrat der damaligen Stahlwerke Peine-Salzgitter AG für die Errichtung einer Gedenkstätte in den Gebäudeteilen, in denen die Häftlinge untergebracht waren, ein. Diese Initiative führte 1992 zu einer Vereinbarung zwischen Vorstand und Betriebsrat der Peine-Salzgitter AG, nach der vier Unterkunftsräume unter der Hochstraße als Gedenkstätte eingerichtet werden konnten. Diese Räumlichkeiten wurden zur Gedenkstätte ausgebaut und befinden sich in Trägerschaft des Arbeitskreises Stadtgeschichte. Die Gedenkstätte wurde am 11. April 1994 eröffnet und kann ohne Anmeldung an jedem zweiten Samstag im Monat besichtigt werden.

## Zitat
„Der Weg führte vorbei am Hauptmagazin zur Hochstraße, Richtung Tor I.  Unter der Hochstraße waren die KZ-Häftlinge eingesperrt . Man sah von der Hochstraße herunter auf deren Appellplatz, der mit einem hohen Elektrozaun eingezäunt war. Dahinter Wachtürme. Auf der Hochstraße standen Schilder mit der Aufschrift: Nicht stehenbleiben, es wird ohne Anruf geschossen“